# 如果声音不记得
《如果声音不记得》（英語：The End of Endless Love）是中国大陆奇幻青春爱情片，导演是落落，编剧和监制是郭敬明，根据落落的同名中篇小说改编而成，章若楠、孙晨竣主演。

## 剧情
讲述了一个隐藏着秘密的男生喜欢上一个抑郁症女孩的奇幻爱情故事。

## 演員
- 章若楠 出演 吉择，民歌系女生，患有抑郁症
- 徐靖荧 出演 小吉择
- 孙晨竣 出演 辛唐，拥有控制声音的超能力的学生
- 石悦安鑫 出演 小辛唐
- 王彦霖 出演 尉迟瞳
- 郭姝彤 出演  桑瑶瑶
- 张瑶 出演 安雅
- 严屹宽 出演 辛唐父亲
- 周芸 出演 辛唐母亲
- 左小青 出演 吉择母亲
- 孙乐天 出演 吉择继父
- 辛云来 出演 路边男生
- 吴双 出演 王珊
- 王佳慧 出演 冯美岚

## 曲目
| 曲序 | 曲目                               |              | 作曲   | 歌手     | 时长 |
| ---- | ---------------------------------- | ------------ | ------ | -------- | ---- |
| 1.   | 《如果声音不记得》（主题曲）       | 郭敬明、落落 |        | 吴青峰   | 4:58 |
| 2.   | 《骗》（插曲）                     | 代岳东       | 唐汉霄 | 张碧晨   | 4:58 |
| 3.   | 《我是任何野蛮生长的事物》（插曲） | 一只然       | 少年佩 | 房东的猫 | 4:19 |
| 4.   | 《心上的风》（插曲）               | 张蓝云       | 叶怀佩 | 张郁梓   | 3:23 |

## 制作
《如果声音不记得》是郭敬明和落落在2018年《悲伤逆流成河》之后第二次合作，由北京光线影业有限公司、上海最世文化发展有限公司、霍尔果斯五光十色影业有限公司、山南光线影业有限公司共同出品。

## 上映
2020年9月25日，片方宣布该片将在12月4日上映。
豆瓣评分4.1分。

## 票房
《如果声音不记得》上映两天票房突破1亿元人民币。最终成绩为3.35亿人民币。
| 上一届： 《除暴》 | 2020年中国内地一周票房冠军 第48週 | 下一届： 《沐浴之王》 |

## 外部连接
- 電影《如果聲音不記得》的新浪微博
- 豆瓣电影上《如果声音不记得》的資料 （简体中文）
- 时光网上《如果声音不记得》的資料（简体中文）
- 互联网电影数据库（IMDb）上《如果声音不记得》的资料（英文）